# Oligia variegata
Oligia variegata là một loài bướm đêm trong họ Noctuidae.